# Champhol
Champhol település Franciaországban, Eure-et-Loir megyében. Lakosainak száma 3674 fő (2022. január 1.). Champhol Chartres, Gasville-Oisème, Saint-Prest és Lèves községekkel határos.

## Népesség
A település népességének változása:
| Lakosok száma | 818  | 1694 | 2235 | 3362 | 3572 | 3588 | 3656 | 3715 | 3737 | 3674 |
|               | 1968 | 1982 | 1990 | 2006 | 2013 | 2015 | 2017 | 2019 | 2020 | 2022 |